# アロキサン
アロキサン（alloxan）は、ピリミジンの酸化誘導体である。水溶液中では水和物として存在する。2,4,5,6-テトラオキシピリミジン（2,4,5,6-tetraoxypyrimidine）、2,4,5,6-ピリミジンテトロン（2,4,5,6-pyrimidinetetrone）とも。

## 歴史
アロキサンはBrugnatelliによって1818年に初めて単離され、WöhlerとLiebigにより1838年に命名された。Allantoin（アラントイン）とOxalsäure（シュウ酸）が名称の由来である。

## 合成
アロキサンは硝酸による尿酸の酸化で合成され、一水和物は三酸化クロムによるバルビツール酸の酸化により得られる。

## 生物学的効果
アロキサンは毒性をもつグルコース類縁体である。齧歯動物や他の動物に投与すると膵臓のインスリン合成細胞（β細胞）を選択的に破壊する。これはヒトの1型糖尿病に特徴が似ており、これらの動物でインスリン依存型糖尿病（いわゆるアロキサン糖尿病）が引き起こされている。アロキサンがGLUT2グルコース輸送体によってβ細胞に選択的に蓄積されるのが原因である。アロキサンは細胞内のチオールの存在により、その還元体であるジアルル酸との間でサイクル反応を起こし、活性酸素種(ROS)を生成する。アロキサンのβ細胞毒性作用は酸化還元反応によって生成したフリーラジカルによって始められる。